# Rajwa Al Hussein
La princesa Rajwa Al Hussein (nacida Rajwa Al Saif; Riad, Arabia Saudita, 28 de abril de 1994), es una arquitecta y empresaria de origen saudí miembro de la familia real jordana, como esposa del príncipe heredero de Jordania, quien es el primero en la línea de sucesión al trono jordano, lo que la convertiría en la próxima reina consorte de Jordania.

## Biografía

### Nacimiento y familia
Rajwa Al Saif nació en Riad, Arabia Saudita, el 28 de abril de 1994, siendo hija del jeque Khaled bin Musaed bin Saif bin Abdulaziz Al Saif (1953–2024), un hombre de negocios y de la jequesa Azza bint Nayef Abdulaziz Ahmed Al Sudairi. Tiene tres hermanos mayores: Faisal, Nayef y Dana.
Es miembro de la familia Al Saif, familia preponderante de la ciudad de Al-Attar, en la región de Sudair, desde el comienzo del reinado del rey Abdulaziz Al Saud.

## Compromiso y enlace matrimonial

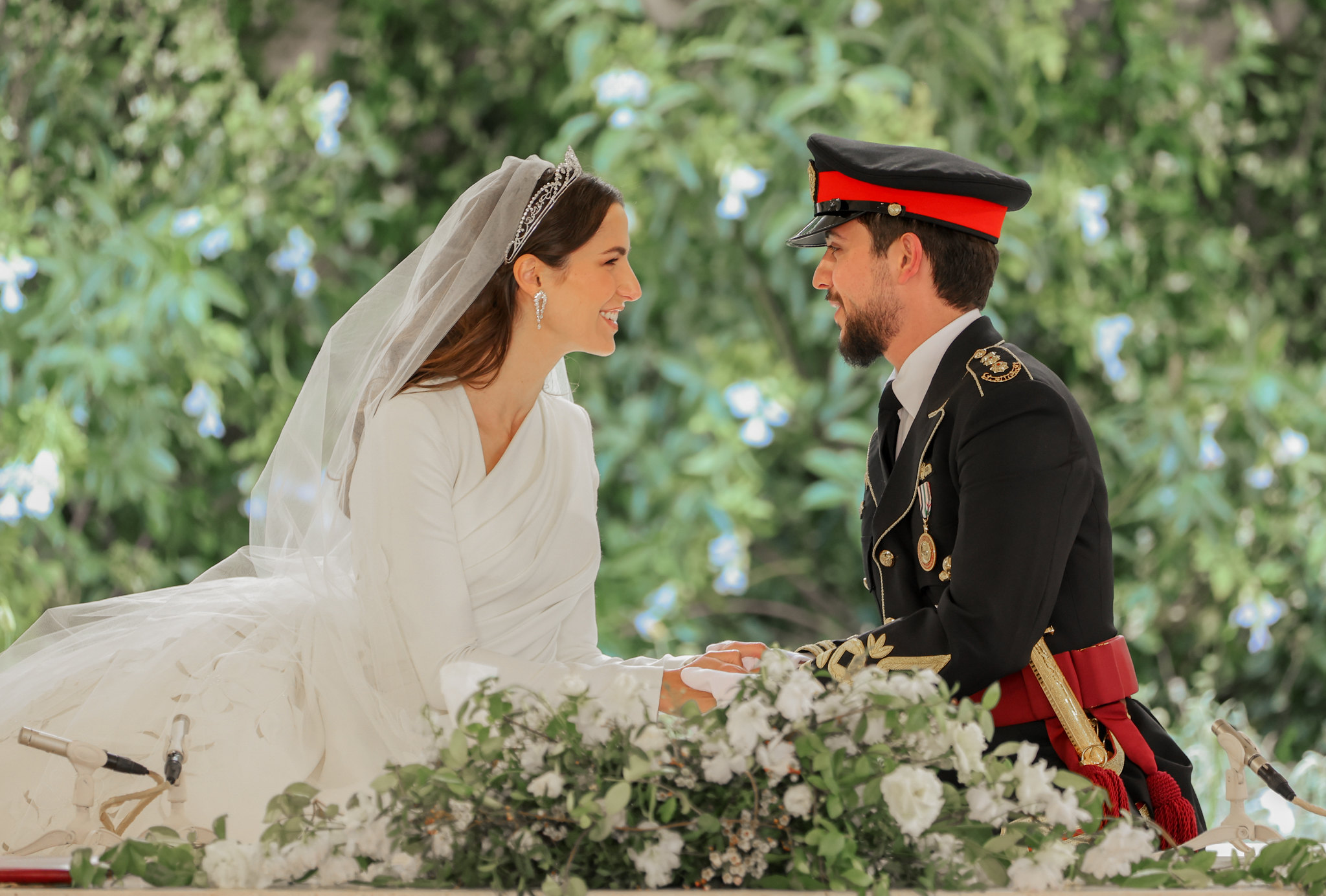
Boda de Rajwa Al Saifdel con el príncipe heredero de Jordania.

A finales del 2020, comenzó una relación con el príncipe heredero Hussein bin Al Abdalá. El 17 de agosto de 2022, la Casa Real anunció que el príncipe heredero contraería matrimonio el 1 de junio de 2023 con Rajwa Al Saif, una arquitecta de Arabia Saudita, hija del jeque Khaled bin Musaed bin Saif bin Abdulaziz Al Saif y de la jequesa Azza bint Nayef bin Abdulaziz bin Ahmed Al Sudairi (hija de un primo hermano materno del rey Salmán de Arabia Saudita). La boda se celebró en el Palacio de Zahran.
La Corte Real Hachemita anunció el 10 de abril de 2024 que ella y Hussein estaban esperando su primer bebé para el verano. Su hija, la princesa Iman bint Hussein, nació el 3 de agosto de 2024.

### Primeras apariciones públicas
Al Saif hizo su primera aparición pública oficial el 18 de octubre de 2022 cuando visitó el Pacto Real con el príncipe heredero Hussein y su tío abuelo, el príncipe Hassan. El 23 de enero del 2023, acompañó a Hussein durante una visita a la iniciativa Scent of Color para ciegos y discapacitados visuales, que marcó su primer compromiso público oficial como pareja.

### Roles oficiales
Tras el matrimonio, Al Saif recibió el título de princesa heredera de Jordania con el tratamiento de su alteza real. Una vez casada oficialmente con el príncipe heredero, Al Saif asiste a las actividades de la casa real tal como lo hizo su suegra, la reina Rania de Jordania, como princesa heredera. Al Saif puede representar al príncipe heredero en eventos, incluidos los que se celebren en el extranjero, como bodas de miembros de casas reales. También como hizo la actual reina, asistirá a actividades relacionadas con proyectos sociales y benéficos. A pesar de ello, no realizará actividades oficiales relacionadas con el jefe de Estado antes de la ascensión del príncipe heredero.
Tras la ascensión de su marido a rey, Al Saif recibirá el título de reina de Jordania y asumirá las funciones y responsabilidades de reina.

## Títulos y tratamientos
| ● 28 de abril de 1994-1 de junio de 2023: | Señorita Rajwa Al Saif                                                     |
| ● 1 de junio de 2023-presente:            | Su alteza real la princesa Rajwa Al Hussein, princesa heredera de Jordania |